# Michel Cailliau
Pour l’article ayant un titre homophone, voir Michel Caillaud.
Pour les articles homonymes, voir Cailliau.
Michel Cailliau, né le 15 juin 1913 et mort le 2 décembre 2000, est le premier chef du mouvement de résistance des prisonniers de guerre à l'occupation allemande. Neveu du général de Gaulle, il entre en résistance dès sa captivité au camp de Fallingbostel. À la suite de son évasion, il développe un réseau très important pour faciliter l'entrée en résistance des prisonniers de guerre à leur retour en France.
Il poursuit le combat contre l'occupant nazi pendant toute la seconde guerre mondiale. Son réseau, le plus important de la résistance française, réunit des personnalités de premier plan. Sa vocation est de défendre les prisonniers de guerre pendant la captivité et de les insérer dans la résistance dès leur retour sur le territoire national. À la fin de la guerre, son rôle éminent n'est pas reconnu à sa juste valeur.
Malgré des appuis solides et de premier rang, il ne parvient pas à s'opposer à l'ascension rapide de François Mitterrand. A Vichy, ce dernier travaillait sous les ordres de Maurice Pinot officiellement chargé de rallier les prisonniers de guerre à la cause du Maréchal Pétain. Ils aidaient certains prisonniers a s'évader. Opposé à Laval, Pinot est renvoyé en 1942 et Mitterrand, devient Giraudiste. Lorsque De Gaulle exige la fusion des mouvements de résistance des prisonniers de guerre, il choisit d'abord son neveu pour les diriger. Mais Mitterrand fait jouer la masse de son réseau, capitalisée au Commissariat aux prisonniers de guerre du Régime de Vichy, pour se proposer de prendre la tête de l'ensemble des prisonniers de guerre et de réunir la faction pétainisto/giraudiste à la faction gaulliste. Mitterrand évince Michel Cailliau et prend la direction du mouvement.

## Biographie

### Entrée dans la Résistance
La mère de Michel Cailliau est Marie-Agnès de Gaulle (1889-1982), sœur aînée de Charles de Gaulle. Son père est l'ingénieur belge Alfred Cailliau (1877-1956). Dès les premières heures de l'armistice du Maréchal Pétain, alors même qu'il est prisonnier en Allemagne, Michel participe à la construction de la Résistance. Peu après son évasion, son réseau, tissé pendant les mois de captivité, grâce au concours de personnalités d'une valeur exceptionnelle, prend une part sans cesse plus importante dans la libération de la France.
Toute sa famille se donne, sans limites, au combat. Son second frère, Charles Cailliau (né le 9 septembre 1916), a été tué sur le front près de Charleroi le 10 mai 1940. Son troisième frère, Pierre Cailliau partira pour résister à Alger, puis participera au débarquement de Provence et à la Libération de la France. De deux ans son cadet, Henri Cailliau (né le 13 mai 1915), parachutiste dans les FFL, sera officier de liaison des Américains lors de la campagne de France et d'Allemagne.
Michel Cailliau est fait prisonnier à Domremy en Lorraine. Il est déporté au Stalag XI B de Fallingbostel, entre Brême et Hanovre. Avec André Ulmann et Charles Bonnet, il fonde en juin 1941 le noyau dur de ce qui deviendra en France le Mouvement de Résistance des Prisonniers de Guerre et Déportés (MRPGD). Le MRPGD rassemble des prisonniers qui vont avoir un grand avenir dans la Résistance, comme dans la France d'après-guerre ; en particulier : Combes, Hartmann, Cornil, Delarue, Beau, Durand, Le Moign', Duprat-Geneau, Kahn, Kauffmann, Gans, Mougenot, Lancien, Goës, Méré, Dubois… Certains membres du mouvement, comme Philippe Dechartre, deviendront ministres. D'autres, comme Edgar Morin, prendront place parmi les plus grandes figures de la pensée française.
À ce sujet, Pierre Péan écrit (p. 477) : la France a « presque oublié la souffrance de ces quelque deux millions d’hommes, dans la force de l’âge, qui passèrent les plus belles années de leur vie derrière les barbelés allemands… Éparpillés aux quatre coins de l’Allemagne, ils éprouvent les mêmes réactions. Les P.G. ont réfléchi aux causes de la défaite et refusent l’idée que leurs souffrances n’aient servi à rien. Ils rêvent d’une France de demain régénérée par les valeurs de la captivité. L’amitié, la solidarité, la fraternité, le besoin de justice, le nouveau contrat social : ils n’ont que ces idéaux à la bouche et au fond du cœur ».
C'est un grand combattant alsacien, Marcel Kahn, interprète à l'Arbeitsamt du stalag VII 1, qui rend possible « l’évasion » des prisonniers de guerre. Dans le bureau d’un des médecins du Stalag, Marcel a monté un petit atelier de fabrication de papiers pour de faux-malades. « Les dossiers étaient rédigés de son écriture et revêtus de vrais ou de faux cachets ». Quand il reviendra en France, Marcel usera de ses talents pour fabriquer de faux certificats de P.G., au bénéfice des résistants du MRPGD astreints au Service du Travail Obligatoire.
Michel Goldschmidt et Suzanne Tenand Ulmann ont consacré un livre à rassembler l'action qu'a menée André Ulmann auprès de Michel Cailliau. Dans ce livre, Charles Bonnet, dit Charles Moulin, raconte en 1977 (page 115): « Ces évadés en puissance ont été pour la plupart préparés aux tâches qui les attendent : maintenir les contacts avec le camp, fournir aux dirigeants des informations précises sur la situation et l’état d’esprit en France, envoyer des papiers officiels en blanc, contacter les anciens prisonniers déjà rapatriés ou évadés pour amorcer des regroupements en vue d’une résistance active… C’est ainsi que Michel Cailliau et le dieppois Watteau, purent commencer à jeter des bases solides qui permirent un lancement rapide du MRPGD…. Ce n’est là ni de l’histoire, ni un compte-rendu, ni même des impressions, mais un témoignage secret, que je voulais garder enfermé en moi-même et que je livre ici, trente cinq ans après, douloureusement retrouvé… pour lui ».
Dans le train de la Croix-Rouge qui rapatrie en France le 15 mars 1942, comme faux-malades, Roger Harou, Robert Beau et Michel Cailliau, les premiers plans de développement en France du MRPGD sont élaborés. À Lyon est recruté le capitaine Thomas-Duffort, dit Massart, de la Direction générale des Prisonniers de Guerre. La suite est très rapide. Grâce à leur action, le MRPGD se développe partout en France et prend une très grande ampleur. Lors d'un voyage à Londres, la décision est prise de fonder une avant-garde pour la résistance sous nom de « Réseau Charette ».

### Le réseau Charette
Michel Cailliau retrace l'historique de son réseau dans Histoire du Mouvement de résistance des prisonniers de guerre et des déportés (MRPGD) de 1941 à 1945 : durant la première phase de son existence, le MRPGD consacre l'essentiel de son activité au renseignement. La résistance armée n’est pas à l’ordre du jour. Elle serait dangereuse pour la population civile et peu efficace dans la guerre globale qui est menée sur le plan mondial.
Le MRPGD va donner naissance à l’un des plus grands réseaux du renseignement français. Son activité ne concerne pas seulement la France. Il a de solides antennes dans l’Allemagne nazie via notamment le mouvement antinazi Freies Deutschland, auquel appartient Pierre Vanhaeren.
Pierre Vanhaeren exerce de multiples fonctions au sein du MRPGD. Son vrai nom est Gérard Kratzat. Il est allemand d'origine. Son père habite Berlin. Ses deux frères vont mourir dans la Wehrmacht. Ancien de la guerre d'Espagne, réfugié en France, il est interné, avec son ami allemande Heinz Preis au camp de Recébédou en Haute-Garonne de 1940 à 1941.
À la veille d’être livrés à la Gestapo par le gouvernement de Vichy, Heinz et Pierre s’évadent et trouvent refuge à Pechbonnieu, village proche de Toulouse. Là ils font la connaissance d'Henriette Rolls et Clara Malraux. Née Goldschmidt, Clara Malraux est aussi d’origine allemande. Leurs relations se développent. Le groupe adhère au MRPGD en avril 1942. Pierre devient responsable de la zone sud. On l’appelle « Jean l’Allemand ».
Le 22 mars 1943, Clara Malraux présente Edgar Morin et sa future femme, Violette Chapellaubeau, à André Ulmann. Tous deux adhérent au MRPGD. Edgar Morin écrit : « Au moment où nous devions partir pour le S.T.O., Ulmann nous donna de faux papiers de P.G. rapatriés. Nous étions entrés dans l’illégalité. Désormais nous étions des permanents appointés par MRPGD ». Après l’arrestation d’Ulman en août 1943, Edgar Morin prend contact avec Jean l’Allemand. Il organise un secteur de propagande et recueille des informations sur les soldats allemands : tout un groupe s’occupait des déserteurs.
Les renseignements collectés grâce à Freies Deutschland et transmis au B.C.R.A. (Bureau Central de Renseignement et d'Action dirigé à Londres par le colonel Passy) sont très appréciés. Le 2 janvier 1944, Michel écrit à Jean l’Allemand (page 87) : « J’ai fait partir tout le courrier Renseignement Allemagne pour Londres et pour Le Maraîcher. L’ensemble était de valeur, surtout les renseignements aviation… ». Jean lui répond le 22 janvier 1944 : « J’ai vu un des chefs du mouvement oppositionnel allemand ‘Soldat am Mittelmeer’, groupe de plusieurs centaines de réfugiés politiques qui s’occupe aussi de la propagande anti-hitlérienne parmi les soldats allemands et l’armée d’occupation. Ils vivent dans la plus profonde illégalité… Entre 2000 et 4000. Beaucoup de soldats allemands posent la question : ‘Que dois-je faire pour quitter l’uniforme ?’ Nous avons la possibilité de porter un coup décisif au moral des troupes allemandes ».
Jean est arrêté peu après. Déféré devant un tribunal militaire allemand, il sera fusillé le 20 août 1944 au Fort de Côte-Lorette, dans la banlieue lyonnaise.
Michel Cailliau décrit dans son livre (précité page 38) son premier voyage à Londres : « Par la lune du 24 au 25 juillet 1943, un bimoteur Hudson, piloté par Verity, colonel néo-zélandais de la RAF, ayant le français Livry-Level pour officier navigant, s'est posé sur le terrain clandestin 'Figue', près de Saint-Vulbas dans l'Ain. L'avion fait un détour par Blida en Algérie, puis par Gibraltar et enfin se pose à Londres ».
Après plusieurs entretiens, avec notamment Passy et Pierre Bloch, la création du « Réseau Charette » est décidée. Michel prend contact avec le SOE (le service anglais chargé d'appuyer les mouvements de résistance dans les territoires occupés). Le réseau reçoit un code sophistiqué imprimé sur soie pour chiffrer les messages venant de France (sur l'usage de la soie dans les services secrets britanniques voir le livre de Leo Marks : Between Silk and Cyanide). Maurice Schumann cède le micro de la BBC à Michel Cailliau durant une soirée entière pour qu'il puisse s'adresser aux résistants et prisonniers de guerre. Puis, Michel rentre en France en passant par Alger, où il réside à la villa « les Oliviers » en compagnie de son oncle, le Général de Gaulle. Ensemble, ils évoquent le rôle et l'organisation de la résistance en France. Il est convenu que Duprat-Geneau (futur Dechartre) et André Ulmann représenteront le MRPGD à l'Assemblée Consultative.
Il retourne en France, avec le même équipage et le même avion, qui se pose sur le terrain « Aigle » à 11 kilomètres de Mâcon. L’activité du renseignement se poursuit. En témoigne cet échange de lettres entre Yann Gabriel Brunet, dit Yves, et Michel Cailliau. Yves est entré au MRPGD en septembre 1942. Chargé du renseignement pour la région R1 (Lyon), puis pour la zone sud il est en 1944 responsable pour la France entière. Michel lui écrit : « Il est indispensable que tu voies Félix (chef S.R. du MRPGD en R 2 – Marseille). De même, Cazal et Gilles de la Région Toulouse. De même pour le courrier S.R. Ubu (Pierre Frey) et autres de R 1. De même pour les sources de Vichy et Clermont-Ferrand. De même pour les inspecteurs de police que nous connaissons… Papiers-photo : H2O (Mlle Bathy) avait amitiés et entrées chez Lumière. Je vous avais donné tout un jeu de photos tirées de huit films avec plans d’avion. Je compte avoir demain cinq appareils photo et des films vierges pour vous… Ci-joint plans des prisons Saint-Paul et Saint-Joseph à mettre au point. Ci-joint liste des gardiens de prisons Saint-Paul… Ci-joint mouvements de trains. Il faudrait absolument savoir de quel Châlon, de quel Portes, de quelles troupes, et de quels matériels, il s’agit… et principalement trois choses par ordre d’importance : l’ordre de bataille des Allemands, la vie des aérodromes – postes de DCA – les défenses côtières et les plages de débarquement ». Yves répond le 10 février 1944 : « Mon cher ami, je serai en mesure dès lundi de te faire passer tous les rapports… Bien à toi ».
Début 1944, des « journées nationales du MRPGD » sont organisées à Paris. Le mouvement en France est structuré avec des organigrammes très étoffés, tant en zone nord qu'en zone sud. Il s'agit de coordonner toutes les actions avec les autres réseaux du Conseil National de la Résistance pour préparer l'arrivée des alliés.
Le MRPGD – Réseau Charette entre dans la deuxième phase de son histoire. Les actions paramilitaires se développent : couper les grandes voies d'approvisionnement des Allemands, ferroviaires et routières principalement, grâce aux parachutages des armes et des explosifs de Londres, pour assurer l'efficacité du débarquement. Ubu écrit le 23 février 1944 à Michel Cailliau : « Roanne… Nous pensons arriver rapidement dans cette région à un effectif de plus de mille hommes ayant tous reçus une instruction militaire… Je suis entré en relation, sur sa demande, avec le chef de l’Armée Secrète, avec lequel j’ai établi un plan de travail… L’armement est mis en commun ainsi que les terrains de parachutage ».
Simone Join Souloumiac transporte les munitions parachutées depuis Londres jusqu’au centre de Paris. Elle les dissimule dans son appartement 29 rue de Tournon (p. 173 et ss). Le 11 février 1944, elle est arrêtée avec son mari par la Gestapo. Une partie des armes est saisie. Michel Cailliau est prévenu par Jakub Scheimowitch, dit Néher, responsable du MRPGD à Paris. Il lui adresse le 20 février 1944 la note suivante : « Merci pour le plan de la Pitié. Comme je suis heureux que tu aies pu sauver beaucoup de choses chez Rimbert (Join arrêté avec sa femme Simone par la Gestapo). J’ai immédiatement fait prévenir tous les services intéressés de la Résistance pour rechercher Rimbert et sa femme… Il est indispensable que tu donnes à Arnaud les grenades et, peut-être, d’autres armes et munitions ». Simone Souloumiac ne pourra être sauvée et sera déportée à Ravensbrück. Son mari Robert Join sera déporté à Auschwitz. Tous deux en sortiront vivants.
Pris à son tour, Scheimowitch-Néher est déporté. Il survit et est de retour en France pour célébrer la victoire, en mai 1945. Il décide de quitter la France. Il adresse à Michel Cailliau la lettre manuscrite dont sont extraits les passages qui suivent :
« Le Havre, 15.12.45. Mon cher Michel. Au moment de quitter la France, pour toujours peut-être, je tiens à t’adresser quelques mots d’adieu ou d’au revoir… J’ai su combattre pour quelque chose… J’emporte quelques souvenirs, les meilleurs. Ils ne sont guère nombreux, car, si j’ai connu beaucoup de gens, la plupart m’ont déçu. Ceux que j’ai jugés animés d’un idéal, désintéressés, se sont souvent révélés froids, calculateurs, animés d’un désir : réussir à tout prix. Il y en a pour qui tout ce qui a rempli ma vie ces dernières années n’était qu’un tremplin, un moyen de gagner une situation, ou de se mettre en vue ; il y en a d’autres qui jouaient la comédie d’amitié et de désintéressement pour se remplir leurs poches. Mais les quelques-uns, dont le souvenir m’accompagne, me payent largement de toutes les déceptions. Si je te disais que tu comptes parmi ceux dont le souvenir m’accompagne, parmi ceux que j’estime le plus, tu souriras peut-être, et tu diras : ‘Littérature, flatterie’… Pourtant, je voudrais que tu sois persuadé que, si je t’écris cette lettre, c’est une lettre sincère » (page 174).

### Rivalités avec Mitterrand
Le gouvernement de Vichy est confronté au problème de la réintégration des prisonniers de guerre qui, au nombre de 350 000, reviennent d'Allemagne. Pour le gérer, il crée un Commissariat au reclassement des Prisonniers de Guerre. Maurice Pinot est nommé à la tête de ce Commissariat de préférence au préfet René Bousquet, que soutient le ministre de l'Intérieur, Pierre Pucheu. Maurice Pinot - de son vrai nom Pinot de Périgord de Villechenon - est un « grand monsieur », pour reprendre l'expression de François Mitterrand. Le 8 novembre 1941, dans son premier éditorial du journal des prisonniers, Toute la France, Maurice Pinot écrit : « Le Maréchal compte sur les prisonniers rapatriés pour être l'aile marchante du grand mouvement de redressement national, le véritable ciment de l'unité française ».
François Mitterrand prend ses fonctions à Vichy en juin 1942. Il a le titre de Chef de la section Presse au Commissariat. Quelques mois plus tard, il rencontre Michel Cailliau. Selon Pierre Péan, ce premier contact n'est pas bon : « J’ai rencontré François Mitterrand en août-septembre 1942, dans la rue, à Lyon. Il était hostile à la Résistance. Il était tellement hautain, j’ai senti que j’étais un ennemi ».
Le 13 janvier 1943, une dispute verbale oppose Pinot à Laval. Le lendemain, Pinot est révoqué. Le surlendemain, l’équipe Pinot, dont Mitterrand fait partie, décide de présenter sa démission collective. En mars 1943, François Mitterrand reçoit la plus haute décoration du Maréchal Pétain : la Francisque. À la même époque, il rentre dans la clandestinité sous le nom de Morland. Le « groupe Pinot » commence à se structurer et se donne un Comité national. Michel Cailliau écrira plus tard qu’il s’agit d’un double jeu. Dans son livre sur le MRPGD, page 231, il donne la liste des principaux dirigeants dudit comité ; tous sont décorés de la Francisque.
Le 10 juillet 1943, lors d’une réunion salle Wagram à Paris présidée par André Masson, le successeur de Pinot à la tête du Commissariat aux Prisonniers de Guerre, Mitterrand monte sur un siège, s’empare de la parole et attaque violemment la politique du gouvernement en ce qui concerne les prisonniers de guerre. L’affaire fait grand bruit. La source ‘Mix-30900’ émanant du réseau Charette envoie une note au BCRA. Radio Londres en parle. Michel Cailliau niera plus tard le caractère authentiquement résistant de ce geste : « Ce ne fut qu’une très petite guéguerre de succession parce que Pinot, Mitterrand et autres, comptaient s’emparer des masses de P.G. rapatriés, de leurs familles… sous le manteau de Pétain ».
Lorsque Mitterrand rencontre de Gaulle à Alger en 1943, celui-ci lui demande de fusionner son mouvement, le Rassemblement national des prisonniers de guerre (RNPG) sous l'égide du mouvement de Cailliau. Mitterrand refuse, indiquant que son mouvement a des effectifs plus importants et dispose du soutien des Mouvements unis de la Résistance.
En 1944, le Mouvement national des prisonniers de guerre et déportés (MNPGD) va naître. Un combat se noue pour décider qui prendra la tête du mouvement. Cailliau se bat mais sans succès, ses déclarations "maladroites" hâteront sa mise à l'écart. L'habileté politique de François Mitterrand, grâce au soutien d'Henri Frenay, l'emporte. Sans doute ce dernier bénéficie-t-il de son implantation dans les mouvements créés par Vichy. Quoi qu'il en soit, François Mitterrand prend la tête de la direction tricéphale du mouvement.
Ce sera le début d'une grande carrière pour François Mitterrand. Dans l'immédiat après-guerre, malgré les très fortes réticences du Général de Gaulle, il jouera un rôle de premier plan. Michel Cailliau ne parviendra jamais à comprendre comment un homme tel que lui, vu les liens qui étaient les siens avec Vichy et avec le général Giraud, est parvenu à occuper le rôle de premier plan que l'histoire lui a réservé dans le Gouvernement de la France.
Cette question le hantera jusqu'à la fin de sa vie. Il avait épousé Yvonne Carof (1925-2010).

## Décorations
- Officier de la Légion d'honneur (décret du 31 juillet 1953) ; chevalier par décret du 1er octobre 1945
- Médaille de la Résistance française avec rosette (décret du 24 avril 1946)[10]